# Феодосий (Ковернинский)
Епископ Феодосий (в миру Евфимий Павлович Ковернинский; 20 января 1895, село Кожанка, Киевская губерния (ныне Белоцерковского района, Киевской области) — 27 мая 1980, Киев) — епископ Русской православной церкви, епископ Архангельский и Холмогорский.

## Биография
Родился в многодетной семье священника.
В 1916 году окончил Киевскую духовную семинарию. Был рукоположён во диакона и иерея. Затем был протоиереем. Служил на приходах Киевской и Винницкой епархий.
В 1923 году в сане протоиерея примкнул к обновленческому течению.
В 1937 году арестован и осуждён по статье 58-10 УК РСФСР. Приговорён 10 годам ИТЛ. По пересмотру дела срок заключения был сокращён до 5 лет. В 1942 году вышел на свободу.
В 1943 году был настоятелем Неопалимовского храма в пос. Куликовка в Ульяновске, затем храма в Ревде Свердловской области.
С июня 1944 года был настоятелем кафедрального собора в Черновцах.
В начале 1945 года принёс покаяние и был назначен епархиальным благочинным православных приходов Черновицкой области.
22 февраля 1945 года пострижен в монашество и возведён в сан архимандрита.
В 25 февраля 1945 года хиротонисан во епископа Черновицкого и Буковинского. Хиротонию совершали: митрополит Киевский и Галицкий Иоанн (Соколов), епископ Волынский и Ровенский Николай (Чуфаровский) и епископ Житомирский и Овручский Антоний (Кротевич), и епископ Донецкий и Ворошиловградский Никон (Петин).
С 12 декабря 1947 года — епископ Кировоградский и Николаевский.
21 октября 1949 года уволен на покой.
С 16 ноября 1953 года назначен епископом Архангельским и Холмогорским.
Вслед за его приездом началась «украинизация» епархии: местные священники вытеснялись из богатых приходов, их места занимали земляки епископа Феодосия. Из справки Совета по делам РПЦ: «Будучи епископом Архангельской епархии, Ковернинский не считался с органами местной власти и самовольно открывал церкви, игнорировал уполномоченного Совета и запрещал священникам посещать его».
17 февраля 1956 года уволен на покой «по болезни».
С 15 октября 1964 года местом жительства определён Псково-Печерский монастырь с правом служения по согласовании с настоятелем. Впоследствии он переехал на Украину и жил в Киеве.
Попытки патриарха Алексия I назначить его на Калининскую, а затем Омскую кафедры успеха не имели. Это объяснялось негативным отношением к епископу Феодосию со стороны Совета по делам РПЦ.
Скончался 27 мая 1980 года в Киеве. Отпевание было совершено 29 мая в Покровском храме Киевского Свято-Покровского женского монастыря, возглавил его архиепископ Уманский Макарий (Свистун) в сослужении клириков и духовенства Владимирского кафедрального собора. Похоронен владыка на Святошенском киевском кладбище. В надгробном слове архиепископ Макарий отметил доброту, христианское терпение, скромность и трудолюбие почившего иерарха.